# Paula Dapena Sánchez
Paula Dapena Sánchez (Pontevedra el 26 de noviembre de 1996) es una futbolista gallega que juega como mediocampista.

## Biografía
Técnico en actividades físico deportivas, estudió Ciencias de la Actividad Física y del Deporte por la Universidad de Vigo en la facultad de Ciencias de la Educación y del Deporte de Pontevedra.

### Trayectoria deportiva
Empezó a jugar en 2012 en el Atlético Arousana. En 2014 fichó por el Sárdoma CF, y en 2016 por el Umia FC. En el año 2020 fichó por Viajes Interrías FF, de Portonovo (Sangenjo), que jugaba en el grupo 1A de Primera Nacional.

### Activismo feminista
En noviembre de 2020, en un partido amistoso entre su equipo y el Deportivo de La Coruña en Abegondo, se negó a rendir homenaje a Diego Armando Maradona, fallecido esa misma semana. El origen de su negativa fue la consideración de que la convocatoria de homenaje se hacía a un futbolista con conductas machistas y que, como tal, no debía recibir homenajes que no hubieran obtenido las víctimas del machismo.
En junio de 2022 en la marcha del Orgullo de Pontevedra, llevó una pancarta criticando el intento de legislar sobre la autodeterminación de género a través de la Ley Trans propuesta por Podemos. Para ella, la ley perpetúa los estereotipos de género y atenta contra la ley de violencia de género al permitir la autodeterminación de cualquier hombre como mujer. Además criticó la homofobia del colectivo al ser tildada de transfobia por no sentirse atraída por mujeres trans.

## Premios y reconocimientos
Fue galardonada con el Premio Ciudad de Pontevedra 2020